# Colpotrochia nigra
Colpotrochia nigra är en stekelart som beskrevs av Kusigemati 1971. Colpotrochia nigra ingår i släktet Colpotrochia och familjen brokparasitsteklar. Inga underarter finns listade i Catalogue of Life.